# FC Falke Markt Schwaben
Der FC Markt Schwaben war ein Fußballverein aus dem oberbayerischen Markt Schwaben. 

## Geschichte
Der Verein entstand unter dem Namen FC Falke Markt Schwaben 1930 aus dem Zusammenschluss der beiden Vereine BSC und DJK Markt Schwaben. Im Jahr 1967 wurde die erste Fußballmannschaft oberbayerischer Meister und schaffte den Aufstieg in die Landesliga Süd, wo man sich sieben Jahre halten konnte. Größter sportlicher Erfolg war 2001 der Aufstieg in die damals viertklassige Bayernliga, der der Verein zwei Spielzeiten angehörte. 
Bis 2011 spielte der FC Falke in der Landesliga Süd, dann folgte der Abstieg in die Bezirksoberliga. Nach der Ligareform 2012/13 spielte der Verein wieder in der Landesliga, und zwar in der Staffel Südost. Aus dieser musste man 2014 in die Bezirksliga absteigen. Aufgrund finanzieller Probleme verzichtete der FC Falke in der Saison 2014/15 auf die Teilnahme an der Bezirksliga und zog die erste Mannschaft in die Kreisklasse 6 München Ost zurück. In der Kreisklasse wurde man auf Anhieb Meister und stieg in die Kreisliga München Süd auf. Allerdings stieg man direkt wieder ab.
Im Oktober 2024 fusionierte der FC Falke mit den beiden anderen örtlichen Fußballvereinen BSG Markt Schwaben und SpVgg Markt Schwabener Au und heißt seither FC Markt Schwaben.

## Bekannte ehemalige Spieler / Trainer
- Tobias Schweinsteiger
- Gino Lettieri
- Franz Schick
- Rainer Koch
- César M’Boma
- Florian Niederlechner